# Ballinae
Ballinae è una Sottofamiglia di ragni appartenente alla Famiglia Salticidae dell'Ordine Araneae della Classe Arachnida.

## Distribuzione
Le due tribù oggi note di questa sottofamiglia sono diffuse in tutta l'Europa, in buona parte dell'Asia e dell'Oceania e in gran parte dell'Africa.

## Tassonomia
A maggio 2010, gli aracnologi sono concordi nel suddividerla in due tribù:
- Ballini (13 generi)
- Copocrossini (5 generi)